# Julian Alaphilippe
Julian Alaphilippe (* 11. Juni 1992 in Saint-Amand-Montrond) ist ein französischer Radrennfahrer. Seine bisher größten Erfolge sind die Weltmeistertitel im Straßenrennen in den Jahren 2020 und 2021. Er ist nach Georges Ronsse, Rik Van Steenbergen, Rik Van Looy, Gianni Bugno, Paolo Bettini und Peter Sagan der erst siebte Rad-Profi, dem es gelang, seinen Weltmeistertitel zu verteidigen.

## Werdegang
Julian Alaphilippe begann seine Karriere in der Junioren-Klasse des Cyclocross-Sports. In der Saison 2009/2010 gewann er bei den Junioren den Weltcup in Heusden-Zolder und die Silbermedaille bei der Weltmeisterschaft. In der U23-Klasse wurde er 2012 und 2013 französischer Meister. Außerdem gewann er 2012 bei der Europameisterschaft die Bronzemedaille und den Weltcup in Rom.
Seine ersten internationalen Straßenrennen bestritt er im Jahr 2012 und gewann eine Etappe und die Punktewertung der kanadischen Coupe des Nations Ville Saguenay. Für die Saison 2013 unterschrieb er beim tschechischen UCI Continental Team Etixx-iHNed, das als Farmteam für das UCI WorldTeam Omega Pharma-Quick-Step fungierte. Er gewann jeweils eine Etappe der Tour de Bretagne Cycliste und der Internationalen Thüringen-Rundfahrt, sowie den Grand Prix Südkärnten, ehe er für die französische Nationalmannschaft bei der Tour de l’Avenir an den Start ging, wo er die abschließende Bergankunft am Plateau des Glières gewann und sich so neben dem 11. Gesamtrang die Punktewertung der Rundfahrt sicherte. Am Ende der Saison wurde er Neunter im Straßenrennen der U23-Weltmeisterschaften und beendete Paris–Tours Espoirs als Elfter.

### Erste Jahre als Profi (2014–2018)
Nach einem Jahr im Entwicklungsteam wurde Alaphilippe zur Saison 2014 von Omega Pharma-Quick-Step übernommen und fuhr damit für ein UCI WorldTeam. Im August des Jahres hatte er bei der Tour de l’Ain seinen ersten Etappenerfolg. Zudem gewann er auch die Nachwuchs- und Punktewertung der französischen Rundfahrt und wurde Vierter der Gesamtwertung. Im Frühjahr 2015 konnte Alaphilippe bei den Ardennen-Klassikern auf sich aufmerksam machen, indem er Siebter beim Amstel Gold Race wurde und sowohl beim Flèche Wallonne als auch bei Lüttich–Bastogne–Lüttich als Zweiter auf dem Podium stand. Im Mai gewann er bei der Kalifornien-Rundfahrt die Bergankunft auf dem Mount Baldy und übernahm zugleich vor dem letzten Abschnitt das Gelbe Trikot des Gesamtführenden, das er schlussendlich jedoch aufgrund von Bonussekunden an Peter Sagan abgeben musste. Gegen Ende der Saison stellte Alaphilippe seine Fähigkeiten in hügeligem Terrain auch bei der Clásica San Sebastián unter Beweis, die er als Achter beendete.
In der Saison 2016 wiederholte er seinen zweiten Rang beim Flèche Wallonne und gewann die Kalifornien-Rundfahrt nachdem er die Gesamtwertung mit einem Etappensieg am dritten Abschnitt übernommen hatte. In Vorbereitung auf seine erste Tour de France bestritt Alaphilippe im Anschluss das Critérium du Dauphiné, wo er die Nachwuchswertung gewann und den sechsten Platz in der Gesamtwertung belegte. Bei der Tour de France 2016 musste er sich im Bergaufsprint der 2. Etappe nur dem Weltmeister Peter Sagan geschlagen geben und rückte auf den zweiten Gesamtrang vor. Auf dem zweiten Pyrenäen-Abschnitt büßte er jedoch viel Zeit und beendete die Frankreich-Rundfahrt schlussendlich auf dem 41. Platz. Beim olympischen Straßenrennen in Rio de Janeiro belegte er als bester Franzose den vierten Platz, nachdem er sich im Sprint aus der zweiten Gruppe durchgesetzt hatte. Am Ende der Saison musste er sich bei den Europameisterschaften in Plumelec erneut nur dem Slowaken Peter Sagan im Sprint geschlagen geben.
Im Jahr 2017 gewann Julian Alaphilippe als Gesamtfünfter die Nachwuchswertung der Abu Dhabi Tour, ehe er mit dem Einzelzeitfahren der 4. Etappe von Paris–Nizza sein erstes Rennen der UCI World Tour für sich entschied. Weiters trug er für drei Tage das Gelbe Trikot des Gesamtführenden, wurde Gesamtfünfter und gewann sowohl die Nachwuchs- als auch die Punktewertung. Kurz darauf setzte er sich bei Mailand–Sanremo gemeinsam mit Michał Kwiatkowski und Peter Sagan im Anstieg des Poggio von den restlichen Fahrern ab und stand nach einem knappen Sprint als Dritter neuerlich auf dem Podium eines Monuments des Radsports. Bei der Baskenland-Rundfahrt zog sich Julian Alaphilippe eine Knieverletzung zu und verpasste im Anschluss die Ardennen-Klassiker und die Tour de France. Im Herbst gewann er eine Etappe der Vuelta a España, wurde Zehnter im Straßenrennen der Weltmeisterschaften und belegte bei der Lombardei-Rundfahrt hinter dem Solosieger Vincenzo Nibali den zweiten Rang.

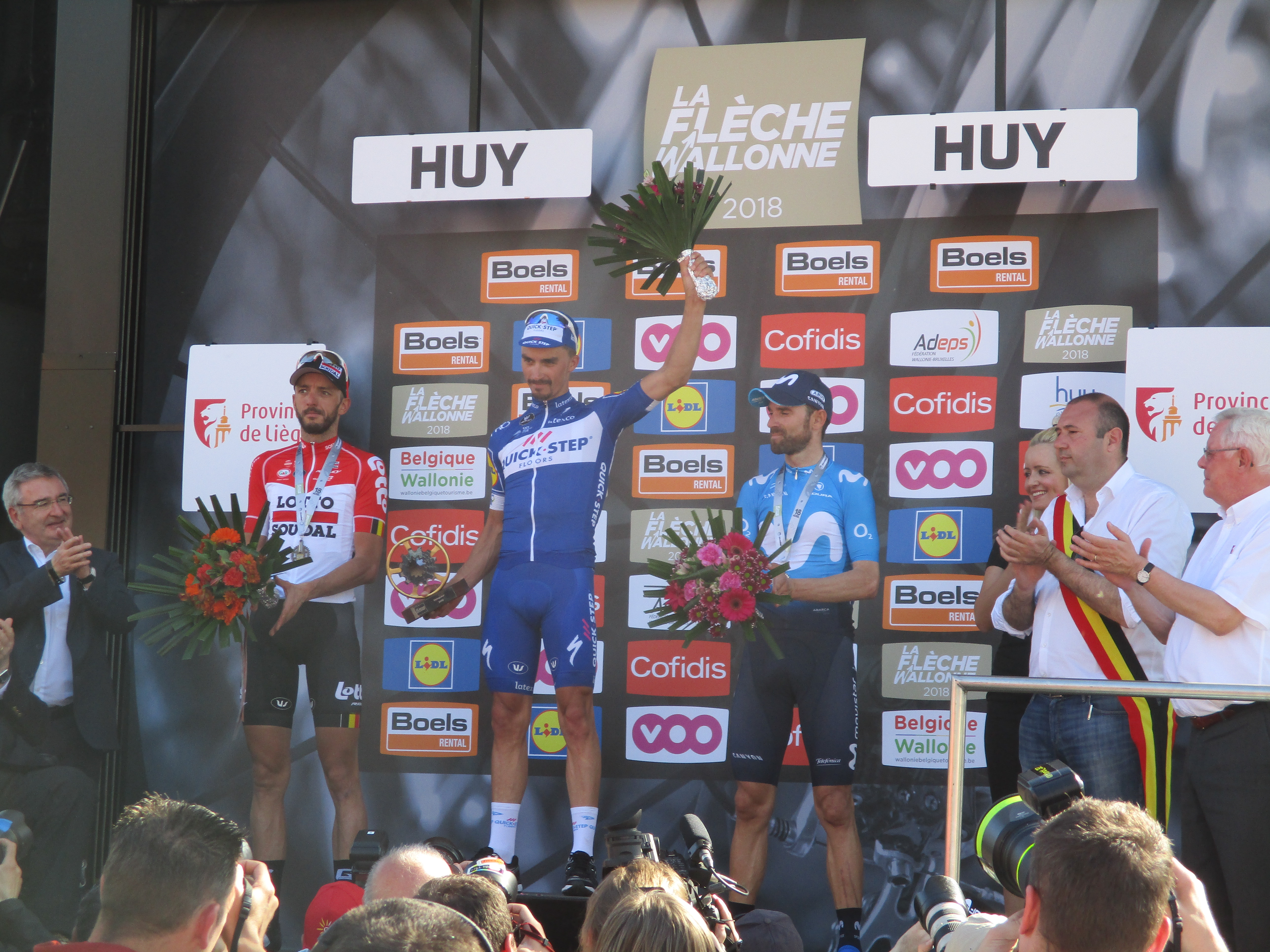
Julian Alaphilippe gewinnt erstmals den Flèche Wallonne

Im Frühjahr der Saison 2018 gewann Alaphilippe eine Etappe der Colombia Oro y Paz und zwei Etappen der Baskenland-Rundfahrt. Mit dem Flèche Wallonne triumphierte er kurz darauf bei seinem ersten Klassiker und fuhr auch beim Amstel Gold Race und bei Lüttich–Bastogne–Lüttich mit den Plätzen sieben und vier in die Top 10. Nach einem weiteren Etappensieg beim Critérium du Dauphiné und Rang drei beim Straßenrennen der französischen Meisterschaften nahm er seine zweite Tour de France in Angriff. Dort gewann er jeweils als Solist zwei Bergetappen: die 10. Etappe nach Le Grand-Bornand nach langer Flucht und die 16. Etappe nach Bagnères-de-Luchon, nachdem er den sieben Kilometer vor dem Ziel in der Abfahrt gestürzten Adam Yates überholt hatte. Am Ende der Frankreich-Rundfahrt sicherte er sich das Gepunktete Trikot mit der Rekordzahl von vier Siegen bei Bergwertungen der hors categorie. In der zweiten Hälfte der Saison gewann er die Clásica San Sebastián im Sprint gegen Bauke Mollema und setzte sich so bei einem weiteren Eintagesrennen der UCI WorldTour durch. Weiters sicherte er sich nach jeweils einem Etappensieg die Gesamtwertungen der Tour of Britain und Slowakei-Rundfahrt. Mit Rang acht bei den Weltmeisterschaften in Innsbruck konnte er zudem sein Resultat aus dem Vorjahr einmal mehr verbessern. 

### An der Weltspitze (2019–2021)

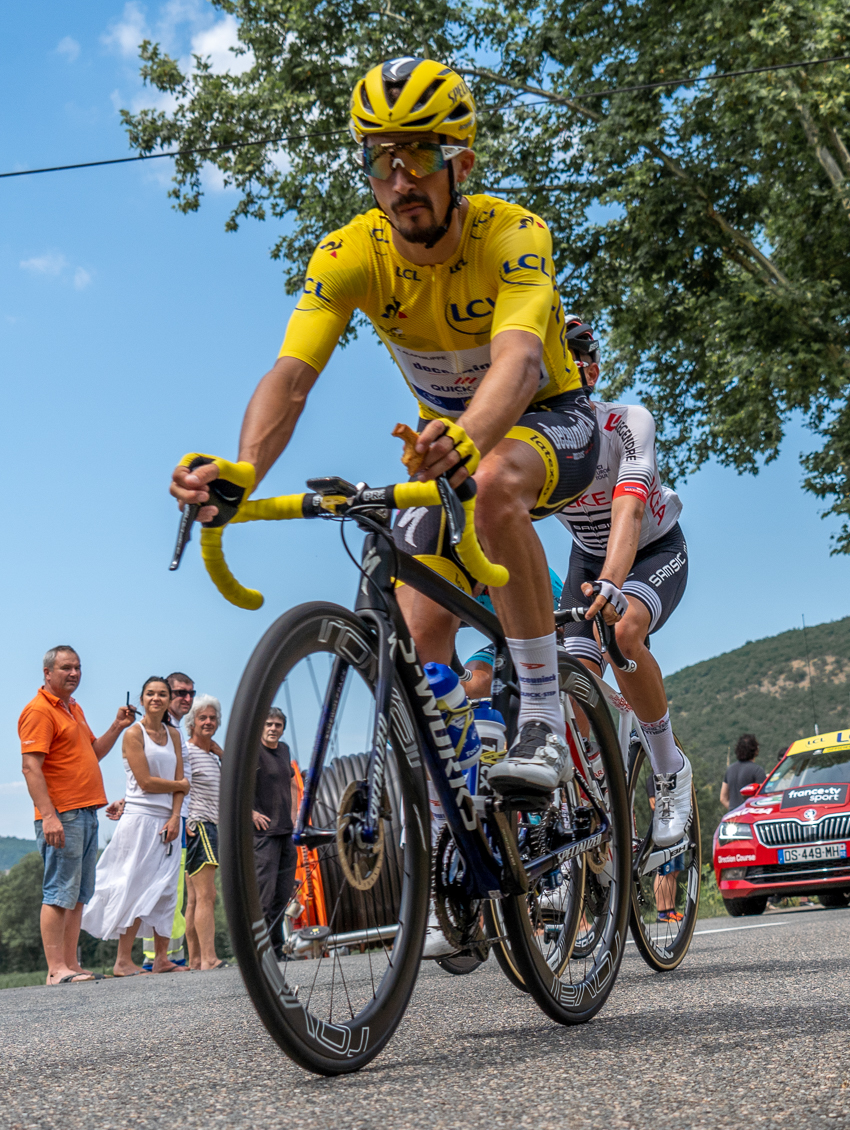
Julian Alaphilippe im Gelben Trikot bei der Tour de France 2019

Wie bereits im Vorjahr startete Julian Alaphilippe auch im Jahr 2019 in Südamerika in die Saison. Nach zwei Etappensiegen musste er sich bei der Vuelta a San Juan Internacional nur dem Kolumbianer Winner Anacona geschlagen geben, ehe er bei der Colombia 2.1 eine Etappe und die Punktewertung gewann. Sein erstes Rennen in Europa bestritt Alaphilippe in Italien und entschied den Schotter-Klassiker Strade Bianche für sich. Nachdem er bei Tirreno–Adriatico zwei Etappen gewonnen hatte, ging erneut bei Mailand–Sanremo an den Start, wo er im Sprint einer kleinen Spitzengruppe sein erstes „Monument des Radsports“ gewann.
Im weiteren Verlauf des Frühjahrs gewann Julian Alaphilippe eine Etappe der Baskenland-Rundfahrt und wurde Zweiter des Pfeil von Brabant. Beim Amstel Gold Race lag er kurz vor Schluss des Rennens zusammen mit Jakob Fuglsang quasi uneinholbar in Führung. Da die beiden zu früh zu pokern begannen, wurden sie auf der Zielgeraden unerwartet noch eingeholt und mussten Mathieu van der Poel den Sieg überlassen. Beim Flèche Wallonne zeigte Alaphilippe im Schlussanstieg der Mur de Huy einmal mehr seine Fähigkeiten als Puncher und verteidigte seinen Titel aus dem Vorjahr. Nachdem er als 16. bei Lüttich–Bastogne–Lüttich hinter seinen Erwartungen zurückgeblieben war, war Alaphilippe erneut beim Critérium du Dauphiné erfolgreich und gewann sowohl eine Etappe als auch die Bergwertung. Bei der Tour de France 2019 übernahm Julian Alaphilippe auf der 3. Etappe erstmals das Gelbe Trikot, nachdem er die letzten 15 Kilometer als Solist absolviert hatte. Zwar musste er die Gesamtführung auf der 6. Etappe an Giulio Ciccone abgeben, holte sich diese jedoch zwei Tage später wieder zurück. Auf der 13. Etappe gewann er überraschend das einzige Einzelzeitfahren und verteidigte das Gelbe Trikot im Anschluss auch auf den anspruchsvollen Pyrenäen-Etappen. Bevor es auf der 18. Etappe über die hohen Alpenpässe ging, betrug sein Vorsprung im Gesamtklassement rund eineinhalb Minuten auf den Vorjahressieger Geraint Thomas. Im Anstieg des Col du Galibier konnte er dem Briten zwar folgen, verlor jedoch Zeit auf dessen jüngeren Teamkollegen Egan Bernal, der nun drei Tage vor dem Ende der Rundfahrt sein erster Verfolger war. Auf der 19. Etappe konnte Julian Alaphilippe dem Tempo der anderen Gesamtklassement-Fahrer im Anstieg des Col de l’Iseran nicht folgen. Da die Etappe jedoch aufgrund einer Schlammlawine abgebrochen werden musste, wurden die Zeiten auf der Passhöhe genommen, wodurch Alaphilippe zwar das Gelbe Trikot an Egan Bernal verlor, jedoch auf dem zweiten Rang des Gesamtklassements verblieb. Auf der letzten Alpen-Etappe, die aufgrund des Schlechtwetters einzig aus der Auffahrt nach Val Thorens bestand, verlor der Franzose jedoch erneut den Anschluss zur Spitze und beendete die Tour de France schlussendlich auf dem fünften Gesamtrang.

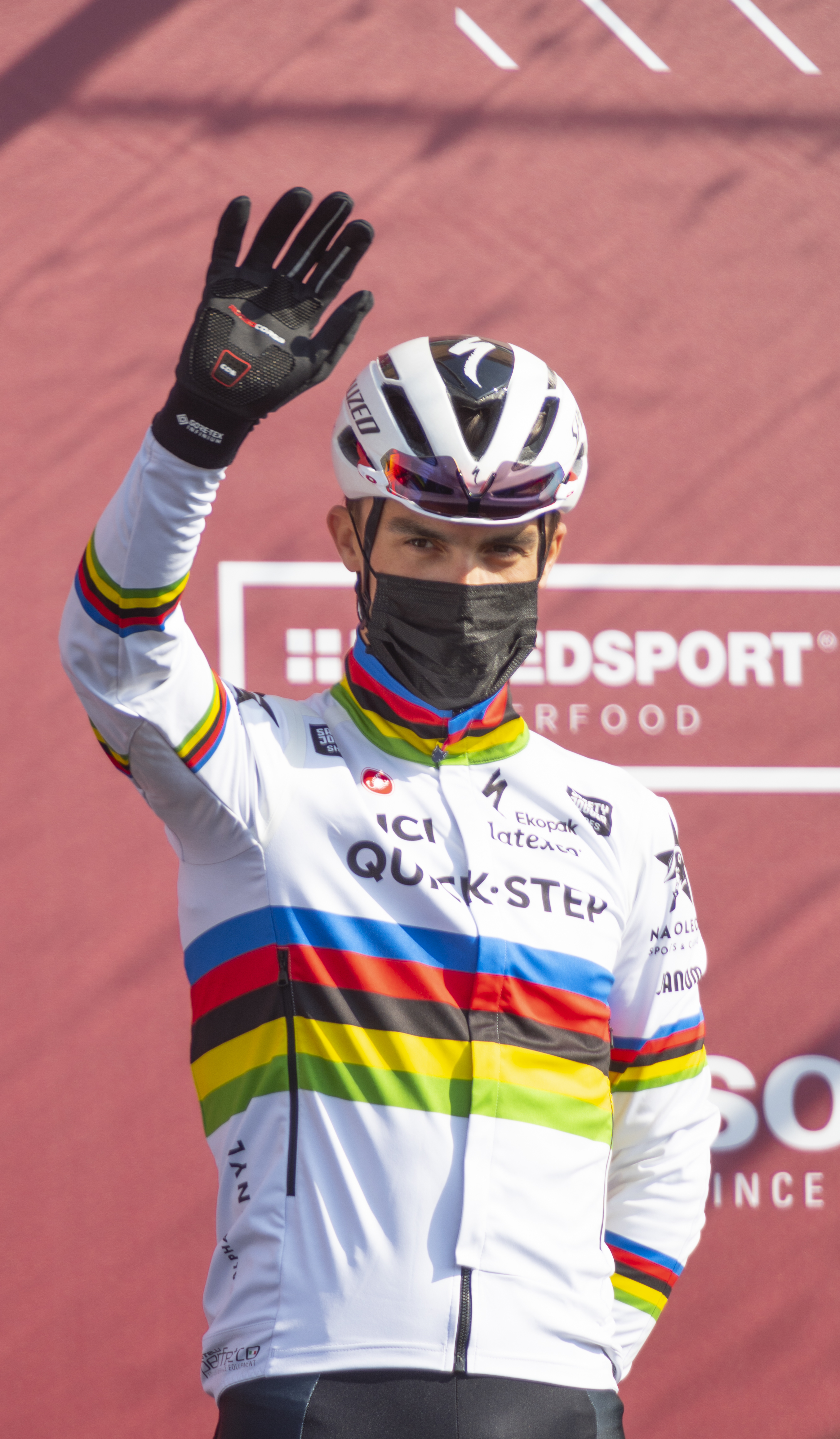
In den Jahren 2020 und 2021 wird Julian Alaphilippe Weltmeister im Straßenrennen

2020 war Alaphilippe, wie alle Rad-Profis, von der mehrmonatigen Unterbrechung des Renngeschehens infolge der COVID-19-Pandemie betroffen. Nach dem Neustart im August mit stark veränderten Kalender hatte Alaphilippe mehrere große Erfolge. Bei Mailand–Sanremo attackierte er auf dem Poggio, wurde aber durch Wout van Aert gestellt, der sich im Sprint gegen Alaphilippe durchsetzte. In der Gesamtwertung der Tour de France spielte er im Gegensatz zum Vorjahr zwar keine Rolle, gewann aber im Sprint vor Marc Hirschi die 2. Etappe und übernahm das Gelbe Trikot. Aufgrund einer Zeitstrafe, die er auf der 5. Etappe erhielt, musste er dieses jedoch nach nur drei Tagen an Adam Yates abgeben. Nur eine Woche nach dem Ende der Frankreich-Rundfahrt wurden die Straßenradsport-Weltmeisterschaften in Imola ausgetragen. Im letzten Anstieg konnte sich Julian Alaphilippe von seinen Kontrahenten absetzen und fuhr als Solist zu seinem ersten Weltmeistertitel. In seinem ersten Rennen im Regenbogentrikot, dem Klassiker Lüttich–Bastogne–Lüttich, setzte er sich mit einer kleinen Spitzengruppe ab, deren Sprint er meinte gewonnen zu haben. Allerdings wurde er, nachdem er sich aufrichtete, noch von Primož Roglič abgefangen und anschließend wegen irregulären Sprints auf Platz fünf zurückgestuft. Bei seiner ersten Teilnahme an der Flandern-Rundfahrt, die aufgrund von Terminverschiebungen im Oktober stattfand, kollidierte er rund 35 Kilometer vor dem Ziel als Teil einer dreiköpfigen Spitzengruppe mit einem Jurymotorrad und brach sich die rechte Hand.
Im Frühjahr 2021 musste sich Alaphilippe bei der Strade Bianche nur dem Niederländer Mathieu van der Poel geschlagen geben, der ihn im steilen Schlussanstieg von Siena distanzierte. Seinen ersten Saisonsieg feierte Alaphilippe wenige Tage später, als er eine Etappe von Tirreno–Adriatico gewann, wo er sich im Sprint gegenüber Mathieu van der Poel und Wout van Aert durchsetzte. Nach den Plätzen 16 und 42 bei Mailand–Sanremo und der Flandern-Rundfahrt, zeigte der amtierende Weltmeister einmal mehr seine Fähigkeiten bei den Ardennen-Klassikern und gewann nach Rang sechs beim Amstel Gold Race zum dritten Mal den Flèche Wallonne. Bei Lüttich–Bastogne–Lüttich erreichte er die Zielgerade erneut in der Spitzengruppe, musste sich im Sprint jedoch dem Slowenen Tadej Pogačar geschlagen geben. Im Juni des Jahres startete er bei der Tour de Suisse. Nach der siebten Etappe lag er auf Platz zwei der Gesamtwertung, trat aber am nächsten Tag nicht mehr an, um bei der Geburt seines ersten Kindes dabei zu sein, das er gemeinsam mit der TV-Radsportmoderatorin Marion Rousse erwartete. Das Kind wurde im Juni 2021 geboren und trägt den Namen Nino. Noch im Juni trat er bei der Tour de France an, bei der er mit der 1. Etappe erneut einen Etappensieg seinem Palmarès hinzufügen konnte. Das Gelbe Trikot trug er jedoch nur für einen Tag, da er es bereits auf der 2. Etappe an Mathieu van der Poel abgeben musste. Nach Rang sechs bei der Clásica San Sebastián und Platz zwei bei der Bretagne Classic Ouest-France, sowie dem dritten Gesamtrang bei der Tour of Britain, ging Alaphilippe als Mitfavorit bei den Weltmeisterschaften in Löwen an den Start, wo er sich im Finale absetzen konnte und als Solist seinen Titel im Straßenrennen verteidigte. Zum Saisonabschluss nahm Julian Alaphilippe an der Lombardei-Rundfahrt teil, die er als Sechster beendete.

### Weitere Entwicklung (seit 2022)

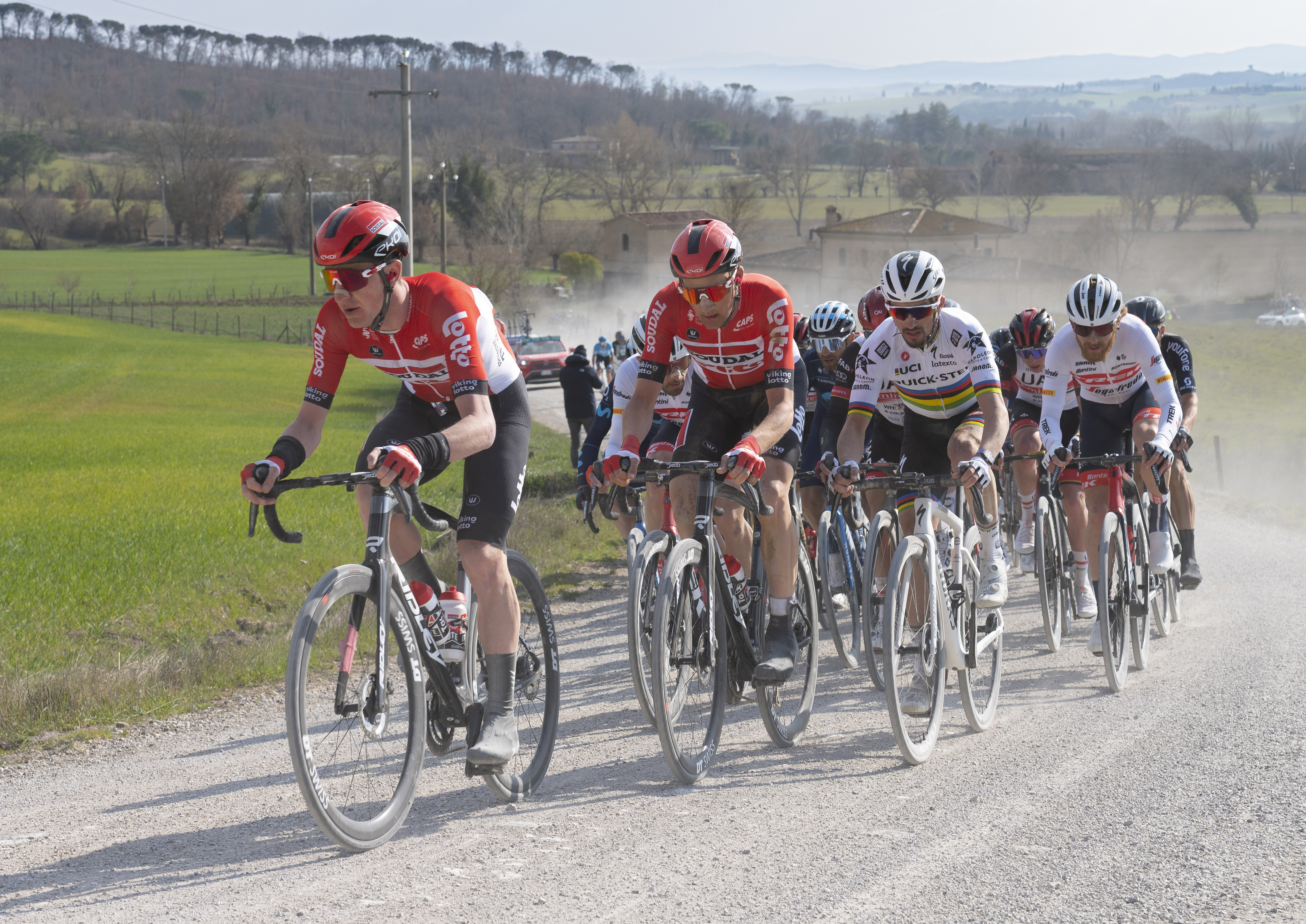
Julian Alpahillipe im Trikot des Weltmeisters bei der Strade Bianche 2022

Nachdem Alaphilippe zu Beginn des Jahres 2022 die Punktewertung der Tour de la Provence und eine Etappe der Baskenland-Rundfahrt gewonnen hatte, musste er sich beim Flèche Wallonne als Vierter geschlagen geben. Am 24. April startete Alaphilippe erneut beim Frühjahrsklassiker Lüttich–Bastogne–Lüttich und wurde 62 Kilometer vor dem Ziel in einen Massensturz verwickelt. Dabei verletzte er sich schwer: Er brach sich ein Schulterblatt sowie zwei Rippen und zog sich eine Lungenverletzung zu. Sein Teamkollege Ilan Van Wilder brach sich bei dieser Karambolage den Kiefer. Obwohl Julian Alaphilippe noch vor der Tour de France bei den französischen Meisterschaften ins Fahrerfeld zurückkehrte, wurde er für die Frankreich-Rundfahrt 2022 nicht nominiert und bestritt stattdessen die Tour de Wallonie, wo er auf der ersten Etappe die Ankunft auf der Mur de Huy gewann. Am Ende der Saison unterstützte er seinen Teamkollegen Remco Evenepoel bei der Vuelta a España, ehe er auch die Spanien-Rundfahrt nach einem Sturz auf der 11. Etappe verlassen musste. Am Saisonende ging Alaphilippe neuerlich im Straßenrennen der Weltmeisterschaften an den Start, konnte seinen Titel mit Rang 51 jedoch nicht verteidigen.
Im Jahr 2023 konnte Julian Alaphilippe nicht an seine früheren Erfolge anschließen. Mit der Faun-Ardèche Classic und einer Etappe des Critérium du Dauphiné feierte er nur zwei Saisonsiege und spielte bei den Klassikern keine Rolle. Für seine mangelnden Erfolge wurde er vom Manager des Teams, Patrick Lefevere, wiederholt harsch kritisiert.

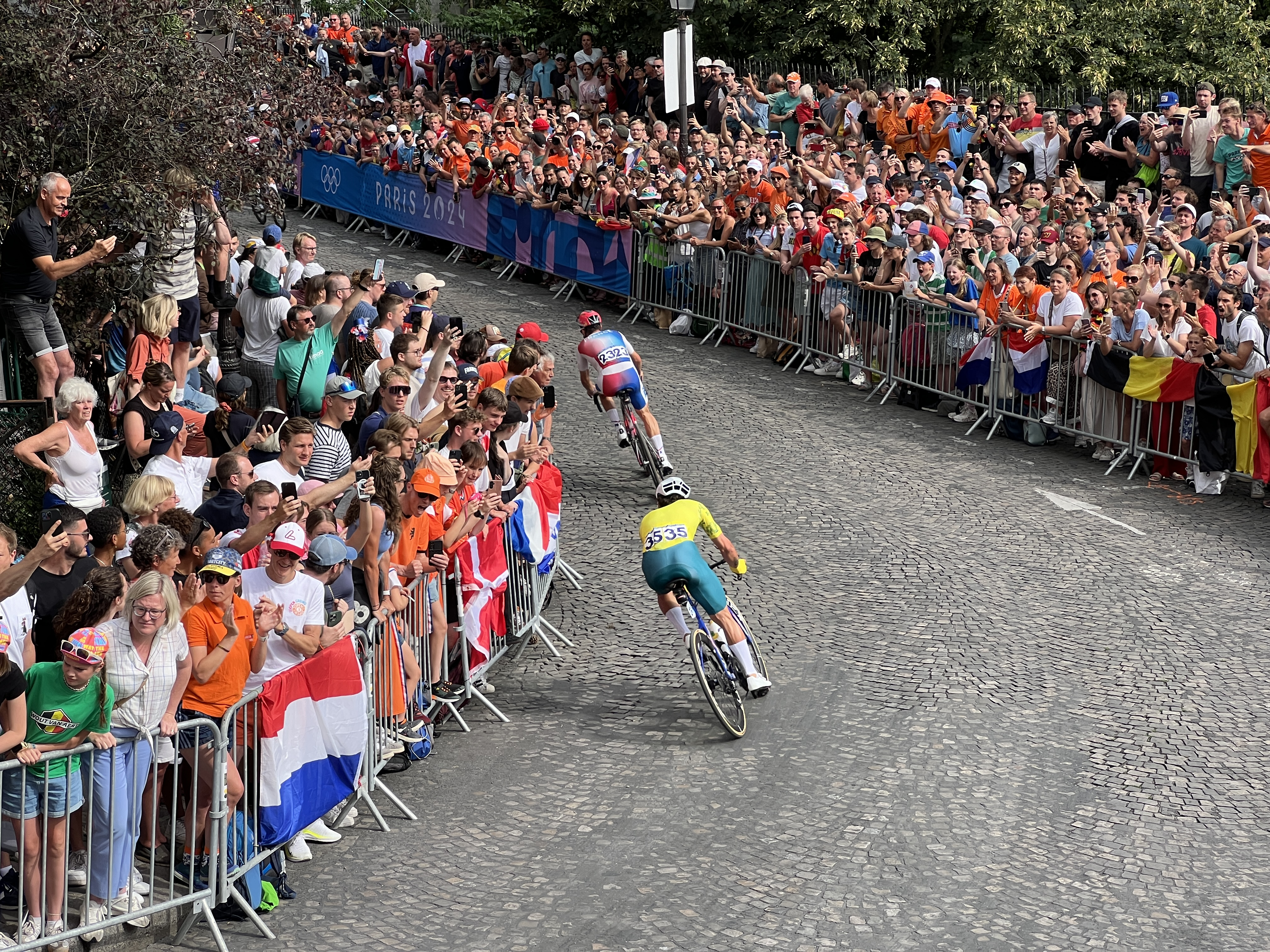
Julian Alaphilippe im Straßenrennen der Olympischen Spiele von Paris

2024 brach sich Alaphilippe bei der Strade Bianche den Wadenbeinkopf. Er bestritt dennoch die Frühjahres-Klassiker und wurde Neunter bei Mailand–Sanremo. Im Anschluss ging er erstmals beim Giro d’Italia an den Start. Nachdem er sich auf der 6. Etappe im Sprint der Ausreißergruppe nur dem Spanier Pelayo Sánchez geschlagen geben musste, löste er sich auf der 12. Etappe rund 125 Kilometer vor dem Ziel gemeinsam mit Mirco Maestri von einer großen Spitzengruppe. Im Schlussanstieg setzte er sich rund zehn Kilometer vor dem Ziel von seinem Begleiter ab und feierte seinen ersten Giro-d’Italia-Etappensieg, womit er bei jeder Grand Tour zumindest eine Etappe gewonnen hatte. Nach der Italien-Rundfahrt folgte eine längere Rennpause, ehe Alaphilippe im Anschluss an die französischen Meisterschaften bei der Slowakei-Rundfahrt an den Start ging. Dort gewann er eine Etappe und die Punktewertung musste sich in der Gesamtwertung jedoch um sieben Sekunden dem Schweizer Mauro Schmid geschlagen geben. Nachdem er auch bei der Czech Tour einen Abschnitt für sich entscheiden konnte, ging er bei den Olympischen Spielen von Paris an den Start, wo seine Teamkollegen Valentin Madouas und Christophe Laporte den zweiten und dritten Platz belegten. Alaphilippe selbst wurde Elfter, wobei er teilweise den Angriffen der Favoriten folgen konnte. Nur eine Woche später zeigte er mit Rang zwei bei der Clásica San Sebastián auf, wo er sich im Zwei-Mann-Sprint nur dem Schweizer Marc Hirschi geschlagen geben musste. Am 19. August wurde der Wechsel von Julian Alaphilippe zum Tudor Pro Cycling Team bekannt gegeben. Der zwischenzeitlich 32-jährige Franzose unterschrieb bei dem Schweizer UCI ProTeam einen Dreijahresvertrag. Zuvor war es immer wieder zu Spannungen zwischen Alaphilippe und Patrick Lefevere, dem Teamchef der Soudal-Quick-Step-Mannschaft, gekommen.

## Privates
Julian Alaphilippe ist mit der früheren Rennfahrerin Marion Rousse liiert, mit der er ein Kind hat. Rousse ist unter anderem für das französische Fernsehen tätig, wo sie Radrennen kommentiert, auch die ihres Partners. Diese Konstellation war Gegenstand diverser medialer Kontroversen.

## Erfolge
| 2012 - eine Etappe Coupe des Nations Ville Saguenay 2013 - eine Etappe Tour de Bretagne - Grand Prix Südkärnten - eine Etappe Thüringen-Rundfahrt - eine Etappe Tour de l’Avenir 2014 - eine Etappe, Punkte- und Nachwuchswertung Tour de l’Ain 2015 - eine Etappe und Nachwuchswertung Kalifornien-Rundfahrt 2016 - Gesamtwertung und eine Etappe Kalifornien-Rundfahrt - Nachwuchswertung Critérium du Dauphiné - Europameisterschaft – Straßenrennen 2017 - Nachwuchswertung Abu Dhabi Tour - eine Etappe, Punkte- und Nachwuchswertung Paris–Nizza - eine Etappe Vuelta a España - Nachwuchswertung Tour of Guangxi 2018 - eine Etappe Colombia Oro y Paz - zwei Etappen Baskenland-Rundfahrt - Flèche Wallonne - eine Etappe Critérium du Dauphiné - zwei Etappen und Bergwertung Tour de France - Clásica San Sebastián - Gesamtwertung und eine Etappe Tour of Britain - Gesamtwertung und eine Etappe Slowakei-Rundfahrt 2019 - zwei Etappen Vuelta a San Juan Internacional - eine Etappe und Punktewertung Tour Colombia - Strade Bianche - zwei Etappen Tirreno-Adriatico - Mailand–Sanremo - eine Etappe Baskenland-Rundfahrt - Flèche Wallonne - eine Etappe und Bergwertung Critérium du Dauphiné - zwei Etappen und Rote Rückennummer Tour de France 2020 - eine Etappe Tour de France - Weltmeister – Straßenrennen - Pfeil von Brabant 2021 - eine Etappe Tirreno–Adriatico - Flèche Wallonne - eine Etappe Tour de France - Weltmeister – Straßenrennen 2022 - Punktewertung Tour de La Provence - eine Etappe Baskenland-Rundfahrt - eine Etappe Tour de Wallonie 2023 - Faun-Ardèche Classic - eine Etappe Critérium du Dauphiné 2024 - eine Etappe Giro d’Italia - eine Etappe und Punktwertung Slowakei-Rundfahrt - eine Etappe Czech Tour | 2009/2010 - UCI-Weltcup, Heusden-Zolder (Junioren) - Weltmeisterschaft (Junioren) 2011/2012 - Challenge la France de Cyclocross, Rodez (U23) - Französischer Meister (U23) 2012/2013 - Europameisterschaft (U23) - Challenge National 2ème Epreuve, Besançon (U23) - UCI-Weltcup, Rom (U23) - Französischer Meister (U23) |

## Wichtige Platzierungen (Straße)
| Grand Tour            | 2014 | 2015 | 2016 | 2017 | 2018 | 2019 | 2020 | 2021 | 2022 | 2023 | 2024 | 2025 |
| --------------------- | ---- | ---- | ---- | ---- | ---- | ---- | ---- | ---- | ---- | ---- | ---- | ---- |
| Giro d’ItaliaGiro     | –    | –    | –    | –    | –    | –    | –    | –    | –    | –    | 48   | –    |
| Tour de FranceTour    | –    | –    | 41   | –    | 33   | 5    | 36   | 30   | –    | 33   | –    | 56   |
| Vuelta a EspañaVuelta | –    | –    | –    | 68   | –    | –    | –    | –    | DNF  | –    | –    |      |

| Weltmeisterschaft        | 2014 | 2015 | 2016 | 2017 | 2018 | 2019 | 2020 | 2021 | 2022 | 2023 | 2024 |
| ------------------------ | ---- | ---- | ---- | ---- | ---- | ---- | ---- | ---- | ---- | ---- | ---- |
| StraßenrennenStraße      | –    | DNF  | –    | 10   | 8    | 28   | 1    | 1    | 51   | DNF  | DNF  |
| EinzelzeitfahrenEZF      | –    | –    | –    | –    | –    | –    | –    | –    | –    | –    | –    |
| MannschaftszeitfahrenMZF | –    | –    | –    | –    | –    | –    | –    | –    | –    | –    | –    |

| Monument                 | 2014 | 2015 | 2016 | 2017 | 2018 | 2019 | 2020 | 2021 | 2022 | 2023 | 2024 | 2025 |
| ------------------------ | ---- | ---- | ---- | ---- | ---- | ---- | ---- | ---- | ---- | ---- | ---- | ---- |
| Mailand–Sanremo          | –    | –    | –    | 3    | 35   | 1    | 2    | 16   | –    | 11   | 9    | 42   |
| Flandern-Rundfahrt       | –    | –    | –    | –    | –    | –    | DNF  | 42   | –    | 51   | 70   | –    |
| Paris–Roubaix            | –    | –    | –    | –    | –    | –    | –    | –    | –    | –    | –    | –    |
| Lüttich–Bastogne–Lüttich | –    | 2    | 23   | –    | 4    | 16   | 5    | 2    | DNF  | 86   | –    |      |
| Lombardei-Rundfahrt      | DNF  | –    | 60   | 2    | –    | –    | –    | 6    | –    | 36   | –    |      |

## Ehrungen
- 2019 Internationale Flandrien Award